# Liberty Global
Liberty Global, Inc. (LGI) – międzynarodowe przedsiębiorstwo mediowe z siedzibą w Stanach Zjednoczonych.
Liberty Global jest właścicielem dostawcy usług telekomunikacyjno-telewizyjnych, UPC, w tym UPC Polska (do 2022 roku). Poprzez własny fundusz inwestycyjny, LGI Ventures B.V., koncern jest współwłaścicielem polskiej spółki mediowej Canal+ Polska oraz platformy płatnej cyfrowej telewizji satelitarnej Canal+ (17% udziałów).
Własnością Liberty Global była także spółka Chellomedia (obecnie AMC Networks International), producent kanałów (i ich treści) takich jak: CBS Europa, CBS Action, CBS Drama/Zone Romantica, CBS Reality, Extreme Sports Channel, JimJam. Pod koniec października 2013 roku koncern zdecydował się sprzedać Chellomedia amerykańskiej korporacji mediowej AMC Networks. Transakcja została sfinalizowana w I kwartale roku 2014.